# Rockland (Massachusetts)
Rockland és una població dels Estats Units a l'estat de Massachusetts. Segons el cens del 2000 tenia 17.670 habitants.

## Demografia
Segons el cens del 2000, Rockland tenia 17.670 habitants, 6.539 habitatges, i 4.583 famílies. La densitat de població era de 680,9 habitants/km².
Dels 6.539 habitatges en un 34,2% hi vivien nens de menys de 18 anys, en un 52,7% hi vivien parelles casades, en un 13,2% dones solteres, i en un 29,9% no eren unitats familiars. En el 24,9% dels habitatges hi vivien persones soles el 9,8% de les quals corresponia a persones de 65 anys o més que vivien soles. El nombre mitjà de persones vivint en cada habitatge era de 2,67 i el nombre mitjà de persones que vivien en cada família era de 3,23.
Per edats la població es repartia de la següent manera: un 26,5% tenia menys de 18 anys, un 6,8% entre 18 i 24, un 32% entre 25 i 44, un 21,8% de 45 a 60 i un 12,9% 65 anys o més.
L'edat mediana era de 36 anys. Per cada 100 dones de 18 o més anys hi havia 85,9 homes.
La renda mediana per habitatge era de 50.613 $ i la renda mediana per família de 60.088$. Els homes tenien una renda mediana de 41.361 $ mentre que les dones 31.907$. La renda per capita de la població era de 23.068$. Entorn del 6,1% de les famílies i el 6,8% de la població estaven per davall del llindar de pobresa.